# چورگولدی
چورگولدی (انگلیسی: Churguldy) یک شهرک در شهرستان تاتیشلینسکی استان باشقیرستان کشور روسیه است.